# Poezia visului
Poezia visului este  o monodramă concepută de Miriam Răducanu. Premiera oficială a avut loc la Teatrul Unteatru în 2013.
Fragmente din spectacol au fost interpretate începând cu anul 2008. A fost inclus în selecția unor festivaluri și documentat în filmul omonim. Este primul act artistic al coregrafei Miriam Răducanu Arhivat în 23 februarie 2018, la Wayback Machine., după ani de absență.

## Prezentare
Spectacolul are la bază versuri de Emil Botta, recitate pe muzică de Franz Schubert, într-un decor auster.

## Distribuție
- Lari Giorgescu

## Festivaluri

### Extern
- Institutul Cultural Român de la Praga - Teatrul Venuše ve Švehlovce, 2015[9][14][15]

### Intern
- Gala Tânărului Actor HOP, Mangalia, septembrie 2008[16]
- Gala Internațională a Recitalurilor Dramatice / Gala Star (festival de monodrame), Teatrul Bacovia, aprilie 2014[17][18]
- Festivalul Internațional de Teatru de la Sibiu SibFest, 11 iunie 2014, Cetatea Cisnădioara[19]
- Festivalul de Teatru Scurt de la Oradea, 2014
- Bucharest Fringe - Maratonul Teatrului Independent, 3 octombrie 2014, Teatrul Unteatru[20]
- Solitact, 3 decembrie 2014, Muzeul Municipiului București[21]
- Festivalul Internațional de Artele Spectacolului Theaterstock , Bacău, 7 august 2015[22][23]
- The Ingenious Drama Festival, Teatrul Bacovia, 18 iulie 2016[24][25]

## Premii și nominalizări
- Premiul Maria Filotti al programului Uniter Gala Tânărului Actor HOP, Mangalia, 2008[16][26]
- Nominalizare premiu Radio România Cultural, 2014[27]
- Nominalizare Premiul special al Senatului UNITER - „Spectacolul Poezia visului, pe versuri de Emil Botta în interpretarea lui Lari Cosmin Giorgescu – gest esențial și discret al unui creator legendar: Miriam Răducanu (producție Unteatru)”, 2015.[28]

## Film
În 2010, TVR a realizat scurtmetrajul documentar Poezia visului, regia TV Andrei Măgălie, 

### Premii
- Premiul UCIN pentru imagine (Mugur Nedelescu).[30]

### Interviuri
1. „Poezia visului -- interviu cu Lari Giorgescu”, romaniacultural, 11 decembrie 2013, 3m19s, youTube
2. „Spectacol Poezia visului”, Mădălina Corina Diaconu, 2 martie 2017, 479 caractere, 3m2s, radioromaniacultural.ro
3. CineCool: Interviu cu Lari Giorgescu, despre Poezia visului, Happy Channel, reporter Irina Margareta Nistor, 28 februarie 2018, dată difuzare 11 februarie 2018, 11m24s, youTube